# Валентина Льодовіні
Валентина Льодовіні (італ. Valentina Lodovini; нар. 14 травня 1978, Умбертіде, Італія) — італійська акторка.

## Біографія
Народилася в Умбертіде, Льодовіні виросла в Сансеполькро і відвідувала Школу драматичного мистецтва в Перуджі, потім переїхав до Риму, щоб продовжити навчання в Експериментальному кіноцентрі. Після кількох другорядних ролей, Льодовіні з'явилися в 2007 році у фільмі-драмі Карло Маццакураті «Тримай дистанцію», за яку вона була номінована на премію «Давид ді Донателло» за найкращу жіночу роль. У 2011 Льодовіні виграла премію «Давид ді Донателло» за найкращу жіночу роль другого плану за фільм «Benvenuti al Nord».

## Фільмографія
- Ovunque sei (2004)
- Il mistero di Lovecraft — Road to L. (2005)
- A casa nostra (2006)
- 2006 : Друг сім'ї / (L'amico di famiglia) — жінка-боржниця
- 2006 : Ieri
- 2007 : Тримай дистанцію / (La giusta distanza) — Мара
- Pornorama (2007)
- Il passato è una terra straniera (2008)
- Riprendimi (2008)
- Soundtrack (2008)
- Fortapàsc (2009)
- Generazione 1000 euro (2009)
- Lacrime (2009)
- Corporate (2009)
- Benvenuti al Sud (2010)
- La donna della mia vita (2010)
- Cose dell'altro mondo (2011)
- Benvenuti al Nord (2012)
- Passione sinistra (2013)
- I milionari (2013)
- Il sud è niente (2013)
- Una donna per amica (2014)
- Cambio tutto (2020)
- Love & Gelato (2022)

## Джерело
- Валентина Льодовіні на сайті IMDb (англ.)